# Castrogiovanni
Castrogiovanni is een historische benaming voor de stad Enna op het eiland Sicilië.
De naam is afgeleid van het Griekse Castro Yiannis, wat Kamp van Johannes betekent. Dit was oorspronkelijk weer een verbastering van het Latijnse Castro Hennae (Kamp van Henna), ontstaan in de tijd van Byzantijnse overheersing. Henna is op haar beurt de oorspronkelijke Sicilische naam van de stad Enna. 
In 1927 werd de stad haar oorspronkelijke naam weer teruggegeven, zij het in veritalianiseerde vorm: Enna.